# Камаганский сельсовет (Белозерский район)
Камаганский сельсовет — упразднённые административно-территориальная единица и муниципальное образование (сельское поселение) в Белозерском районе Курганской области.
Административный центр — село Большой Камаган.
9 января 2022 года сельсовет был упразднён в связи с преобразованием муниципального района в муниципальный округ.

## История
Большекамаганский сельский Совет крестьянских, красноармейских и рабочих депутатов образован 25 декабря 1919 года в Салтосарайской волости Курганского уезда.
Постановлениями ВЦИК от 3 и 12 ноября 1923 года в составе Курганского округа Уральской области РСФСР образован Чашинский район.
В 1928 году Большекамаганский сельский Совет крестьянских, красноармейских и рабочих депутатов переименован в Камаганский сельский Совет крестьянских, красноармейских и рабочих депутатов.
Постановлением ВЦИК от 1 января 1932 года Чашинский район упразднён, Камаганский сельский Совет крестьянских, красноармейских и рабочих депутатов передан в Белозерский район, который 17 января 1934 года включён в состав Челябинской области.
Постановлением ВЦИК от 18 января 1935 года вновь образован Чашинский район, который 6 февраля 1943 года включён в состав Курганской области.
14 июня 1954 года Камаганский сельсовет объединён с упразднённым Козловским сельсоветом.
1 февраля 1963 года Белозерский район упразднён, Камаганский сельсовет включён в состав Каргапольского сельского района.
12 января 1965 года вновь образован Белозерский район.

## Население
| 1989 | 2002 | 2004 | 2010 | 2012 | 2013 | 2014 |
| ---- | ---- | ---- | ---- | ---- | ---- | ---- |
| 1019 | ↘560 | ↗570 | ↘342 | ↘322 | ↘301 | ↘291 |
| 2015 | 2016 | 2017 | 2018 | 2019 | 2020 |      |
| ↘272 | ↘267 | ↘254 | ↘246 | ↘236 | ↘227 |      |

## Состав сельского поселения
| № | Населённый пункт | Тип населённого пункта       | Население |
| - | ---------------- | ---------------------------- | --------- |
| 1 | Большой Камаган  | село, административный центр | ↘227      |
| 2 | Козлова          | деревня                      | ↘0        |
| 3 | Сорокина         | деревня                      | ↘0        |

## Местное самоуправление
Администрация сельсовета
641345, Курганская область, Белозерский район, с. Большой Камаган, ул. Мира, 16.